# پرستو (ترانه)
پرستو نام ترانه‌ای است با صدای منوچهر سخایی و شعر سیروس آرین‌پور که در سال‌های پس از کودتای ۲۸ مرداد به یاد سرگرد محمود سخایی ساخته شد. آهنگ قطعه را عطاالله خرم بر اساس یکی از نواهای محلی ایران ساخته است.

## شکل‌گیری ترانه
عطاالله خرم که در آن هنگام چند قطعه را برای ویگن ساخته بود، در این کار با منوچهر سخایی که خواننده‌ای گمنام‌تر از ویگن بود همکاری کرد. خرم برای ساخت آهنگ این ترانه از یکی از نواهای محلی ایران الهام گرفته بود و این با سبک موسیقایی منوچهر سخایی که به موسیقی فولکلور ایران نزدیک‌تر بود، هم‌خوانی داشت.

## از افسانه تا واقعیت
ترانهٔ پرستو در سال‌های پس از کودتای ۲۸ مرداد منتشر شد و با توجه به شایعاتی که در مورد آن به راه افتاد، به سرعت به شهرت رسید. متن ترانهٔ پرستو به گونه‌ای بود که با وجود اصلاحات صورت‌گرفته در آن، همچنان به رواج شایعات کمک می‌کرد و به آن ابعاد سیاسی می‌بخشید. از آن جمله گفته می‌شد که ترانه برای برادر منوچهر که از افسران فراری یا اعدامی بوده، سروده شده است. رواج اینگونه شایعات در میان مردم با توجه به شرایط اجتماعی و سیاسی سال‌های پس از کودتا اجتناب‌ناپذیر می‌نمود. پیش از آن در مورد ترانه مرا ببوس نیز شایعات مشابهی منتشر شده بود، اما گمانه‌زنی‌ها در مورد ترانهٔ پرستو تا اندازهٔ زیادی نزدیک به واقعیت بود. منوچهر سخایی برادری ۱۸ سال بزرگ‌تر از خود به نام محمود داشت. محمود از نظامیان وفادار و مورد اعتماد محمد مصدق به شمار می‌رفت و به ریاست شهربانی کرمان گمارده شده بود. بعد از ظهر ۲۸ مرداد ۱۳۳۲ سرگرد محمود سخایی در جریان توطئه‌ای با هم‌دستی فرماندهان نظامی، نیروهای حزب زحمتکشان و گروهی از اوباش آن منطقه به طرز فجیعی به قتل می‌رسد. مهاجمان پس از قتل سرگرد سخایی از هرگونه بی‌حرمتی به پیکر بی‌جان وی نیز کوتاهی نمی‌کنند. سرگذشت مظلومانهٔ محمود سخایی در کرمان توسط هواداران کودتا و در میان حوادث و اتفاقات آن روزها پنهان می‌شود. در سال‌های بعد از کودتا منوچهر سخایی به درخواست مادرش تصمیم می‌گیرد که قطعه‌ای را به یاد برادر اجرا کند. منوچهر در آن دوران خواننده‌ای تازه‌کار بود و به عنوان خبرنگار پارلمانی با روزنامه کیهان همکاری داشت. سیروس آرین‌پور یکی از همکاران مطبوعاتی او بود که ترانهٔ این قطعه را نوشت. ایدهٔ ترانهٔ پرستو با هماهنگی این دو نفر نوشته می‌شود و عطاالله خرم آهنگساز اثر اطلاعی از ماجرای ترانه نداشت. سیروس آرین‌پور روز ۲ خرداد ۱۳۸۸ در پاسخ به جستاری که شایعات سیاسی پیرامون ترانهٔ پرستو را رد می‌کرد نوشته است:
| ” | [...] عزیزجان شعر پرستو به یاد سرگرد سخایی که افسری مصدقی بود و در کرمان به دست اوباش در ۲۸ مرداد در خیابان "لینچ" و به وضع فجیعی کشته شد سروده شده. برای پخش در رادیو چند جای آن را آن روزها به اجبار دستکاری کردیم. از جمله به جای "هنوزم قپه‌هات" گذاشتم "گلو بند طلات". عطاالله خرم که اسمش را ذکر کرده‌ای روحش از این حرف‌ها خبر نداشت و به دنبال کسب و کارش بود. من می‌دانستم و منوچهر که آن وقت‌ها خبرنگار کیهان بود و در جرگه دوستان مطبوعاتی ما (من و ایرج نبوی و پهلوان و سرفراز و...) | “ |
|   | — سیروس آرین‌پور, رادیو زمانه |   |

منوچهر سخایی نیز سال‌ها پس از انتشار ترانه در یکی از کنسرت‌هایش گفت که پرستو را پس از واقعه ۲۸ مرداد به درخواست مادر و به یاد برادرش خوانده است. از آنجا که به مدت ۲۰ سال پس از قتل سرگرد سخایی به خانواده‌اش اجازه داده نشد سنگی بر مزار او قرار دهند، منوچهر نیز وصیت کرد پس از مرگ سنگی بر مزار وی قرار داده نشود.